# Rossana Martini
Rossana Martini (ur. 1926 w Empoli, zm. 1988 w Trieście) – włoska aktorka, Miss Włoch 1946.
Zwycięstwo w pierwszym powojennym konkursie na Miss Włoch otworzyło jej drogę do kariery filmowej; debiutowała w 1948 roku.
W roku 1988 zmarła na raka.

## Filmografia
- 1952 - Na peryferiach stolicy jako Elena
- 1960 - Wakacje na Majorce jako Angela
- 1966 - Gniewne życie jako Mara Bianchi